# Harmichaur
Harmichaur (en népalais : हर्मिचौर) est un comité de développement villageois du Népal situé dans le district de Gulmi. Au recensement de 2011, il comptait 2 426 habitants.